# فرودگاه یوئنسو
فرودگاه یوئنسو (به انگلیسی: Joensuu Airport) (به زبان بومی: Joensuun lentoasema) یک فرودگاه همگانی مسافربری با کد یاتا JOE است که یک باند فرود آسفالت دارد و طول باند آن ۲۵۰۰ متر است. این فرودگاه در کشور فنلاند قرار دارد و در ارتفاع ۱۲۱ متری از سطح دریا واقع شده‌است.

## شرکت‌های هواپیمایی و مقصدهای پروازی
| شرکت‌های هواپیمایی                       | مقصدهای پروازی |
| --------------------------------------- | --- |
| کرندون ایرلاینز                         | چارتر فصلی: آنتالیا |
| جت تایم                                 | چارتر فصلی: خانیا |
| فن‌ایر                                   | هلسینکی |
| فن‌ایر اجرا توسط نوردیک رجیونال ایرلاینز | هلسینکی |
| پگاسوس ایرلاینز                         | چارتر فصلی: میلاس-بودروم، دالامان، عدنان مندرس                                                                                      |
| پریمرا ایر                              | چارتر فصلی: آلمریا، مالاگا، میلاس-بودروم، خانیا، فوئرته‌ونتورا، گرن کناریا، هراکلین، لا پالما، پالما د مایورکا، شرم‌الشیخ، رود، پافوس |
| انور ایر                                | چارتر فصلی: آنتالیا، میلاس-بودروم                                                                                                   |